# كعكة الكرز الزوغية

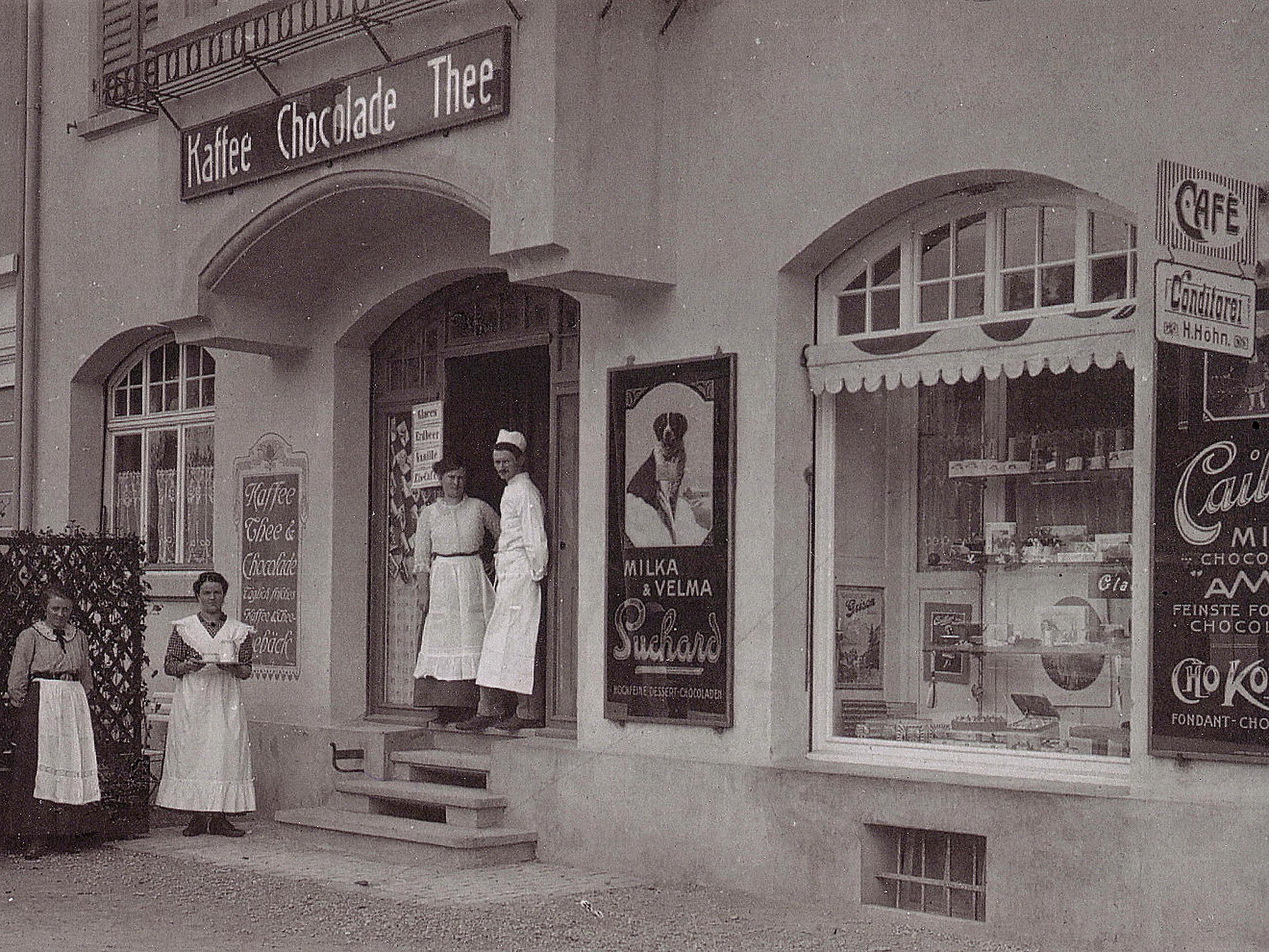
مخترع كعكة الكرز هَينرخ هُون مع الموظفين في عام 1913/14 أمام متجره.

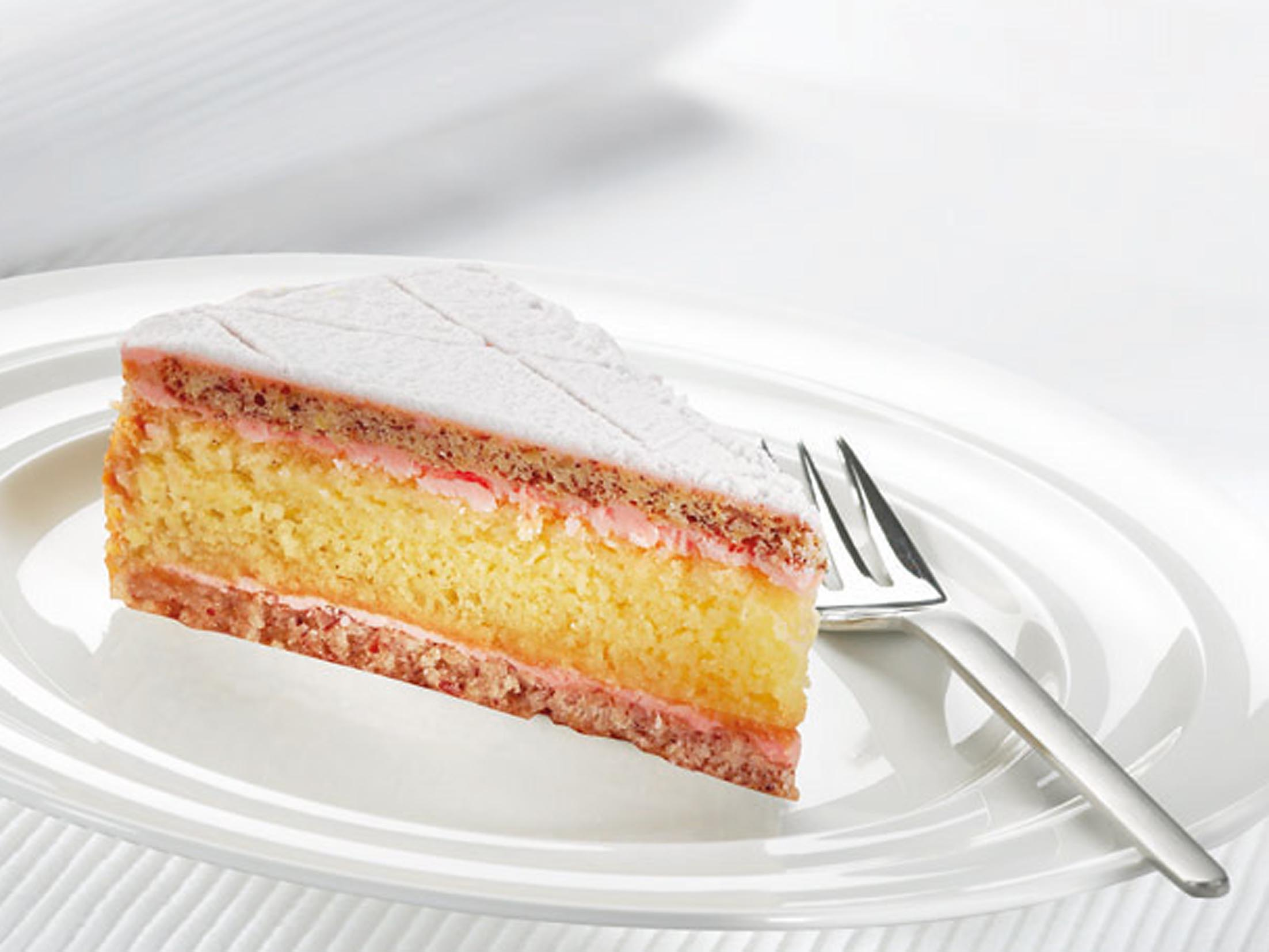

تُرتة الكرز الزُّوغية (بالألمانية: Zuger Kirschtorte) هي تُرتة مستديرة من كَنتون زوغ تتكون من طبقتين من المرنغ ، كعكة إسفنجية ، شراب الكرز وقشدةه كعكة الكرز. سطح الكعكة مغطى بمدقوق السكر وحافة الكعكة مزينة بشرائح اللوز المحمص. يبلغ ارتفاع الكعكة 5 سم حدًا أقصى ويبلغ قطرها 10 سم على الأقل. يعتبر النمط الماسي في مسحوق السكر أيضًا جزءًا من الوصفة الأصلية. أصبحت الكعكة منذ عام 2015 محمية قانونًا تحت اسم "Zuger Kirschtorte" ( GGA / IGP ، المؤشرات الجغرافية المحمية ). يمكن إنتاجه فقط في كَنتون وزغ  تسري هذه اللائحة بدءًا نوفمبر 2022 أيضًا في الاتحاد الأوروبي.